# Heinrich von Marcy
Heinrich von Marcy SOCist (lateinisch Henricus de Marsiaco, französisch Henri de Marcy; * um 1136 in Marcy; † 1. Januar 1189 in Arras) war ein Zisterzienser und Kardinal der Römischen Kirche. Er führte 1181 den sogenannten „Vorkreuzzug“ gegen die Katharer, auch „Albigenser“ genannt, in Südfrankreich (Okzitanien) an.

## Leben

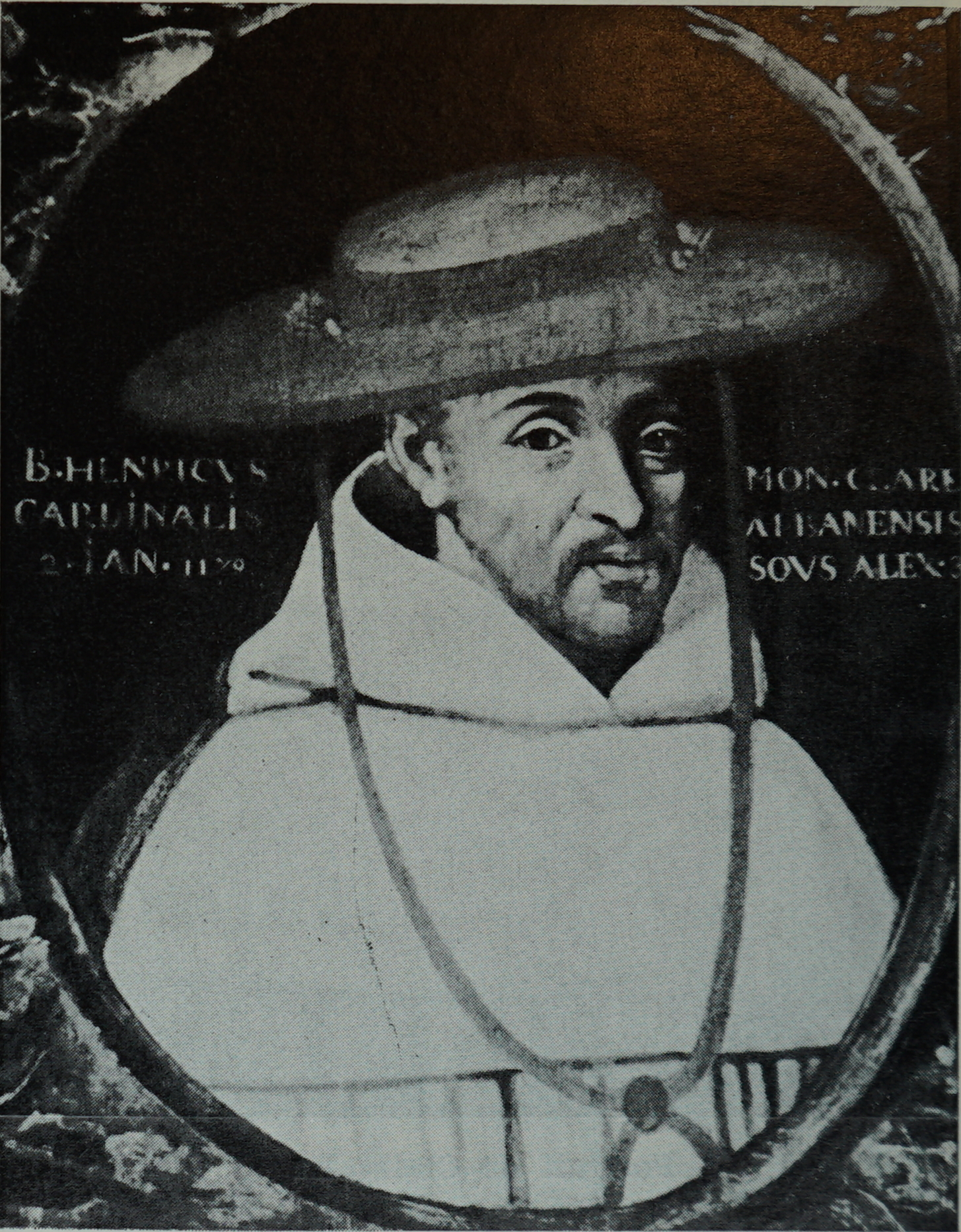
Kardinal Henri de Marcy (Darstellung des 17. Jhd, Reims)

Heinrich entstammte der Burgherrenfamilie von Marcy, gelegen in der Nähe der Abtei Cluny. Um 1155 trat er als Mönch in die Zisterzienser-Abtei Clairvaux ein, wurde 1160 zum Abt von Hautecombe und 1176 schließlich zum siebten Abt von Clairvaux gewählt.
In Vorbereitung auf das dritte Laterankonzil war Heinrich 1178 in Begleitung des Kardinals Peter von Pavia nach Toulouse entsandt wurden, um dort
die Verhältnisse betreffs der sich dort ausbreitenden häretischen Glaubensströmung des Katharismus zu untersuchen. Graf Raimund V. von Toulouse hatte im Vorjahr in einem Brief an die Zisterzienser um Hilfe gegen die Häresie in seinem Land ersucht. In Toulouse hatte Heinrich das ihm angebotene Bistum, deren Stadt er als Ursprungsort der Häresie betrachtete, wie auch die Leitung der Abtei Cîteaux und damit die Führerschaft der Zisterzienser ausgeschlagen, die seit der Missionstätigkeit des heiligen Bernhard 1145 die Hauptlast der Katharermission in Okzitanien trugen. Nach der Exkommunizierung des Roger II. Trencavel, der den Bischof von Albi gefangen gesetzt hatte, und einem Streitgespräch mit zwei führenden katharischen Geistlichen hatte Heinrich in einem Brief dem Papst zu einer militärischen Intervention gegen die Häresie geraten, womit erstmals überhaupt der Gedanke an ein gewaltsames Vorgehen gegen die Katharer formuliert wurde. Auf dem dritten Laterankonzil wurde er im Mai 1179 zum Kardinalbischof von Albano erhoben. An der Spitze eines kleinen Heeres war Heinrich im Jahr 1181 als päpstlicher Legat nach Okzitanien zurückgekehrt. Mit der Unterstützung Graf Raimunds V. belagerte er die Stadt Lavaur, wohin die beiden Katharer, die drei Jahre zuvor ihm bei dem Streitgespräch gegenübergestanden hatten, übergesiedelt waren. Die Stadt hatte sich nach nur kurzer Zeit ergeben, die beiden Katharer konvertierten bereitwillig zur rechtgläubigen Kirche und wurden Kanoniker in Toulouse. Darauf war das Heer auseinandergegangen und der „Vorkreuzzug“ gegen die Albigenser fand damit ein Ende, ohne dass er irgendwelche gravierende Auswirkungen auf die politischen und religiösen Zustände in Okzitanien genommenen hätte. Der Wille zur militärischen Bekämpfung der katharischen Häresie blieb in der römischen Kirche jedoch bestehen und mündete 1208 in der Proklamation des Albigenserkreuzzugs durch Papst Innozenz III.
Zusammen mit dem Bischof von Paris, Maurice de Sully, hatte Heinrich am 19. Mai 1182 den Chor und Altar der im Bau befindlichen Kathedrale Notre-Dame in Paris geweiht. 1187 wurde ihm die Wahl zum Papst angetragen, doch er verzichtete auf diese Würde und unterstützte stattdessen die Kandidatur des Albertus de Morra, der dann auch als Gregor VIII. gewählt wurde. Von diesem wurde er als Legat nach Deutschland gesandt wo er im Streit zwischen Kaiser Friedrich I. Barbarossa mit dem Erzbischof von Köln vermittelte und auf einem im März 1188 einberufenen Hoftag in Mainz den Kaiser und deutschen Adel zum dritten Kreuzzug aufrief. Auf dem Weg nach Frankreich nahm er in Lüttich von Bischof Rudolf den Kreuzzugseid entgegen. In Bonsmoulins scheiterte im November 1188 sein Vermittlungsversuch zwischen Philipp II. von Frankreich, Heinrich II. von England und Richard Löwenherz, die er ebenfalls zur Kreuznahme bewegen wollte, worauf er sich wieder auf den Weg zurück nach Deutschland begab. Heinrich selbst war ein eifriger Verfechter der Kreuzzugsideologie, die er in einem Traktat schriftlich formulierte. Sein Wunsch, am dritten Kreuzzug zur Rückeroberung Jerusalems teilzunehmen, wurde durch seinen Tod 1189 in Arras verhindert. Er wurde in der Abtei Clairvaux bestattet.